# Tvåfläckad trollslända
Tvåfläckad trollslända (Epitheca bimaculata) är en art i insektsordningen trollsländor som tillhör familjen skimmertrollsländor. 

## Kännetecken
Till utseendet är denna art ganska lik fyrfläckad trollslända, men som dess namn antyder så har den bara två tydliga fläckar, i form av mörka basfläckar på bakvingarna. Både hanen och honan har brun mellankropp med svart teckning. Bakkroppen är svart på ovansidan och har gula fläckar på sidorna. Vingarna är genomskinliga med mörka basfläckar, mörkt vingmärke och gulbrun nyans längs framkanten. Vingbredden är 80 till 95 millimeter och bakkroppens längd är 39 till 43 millimeter.

## Utbredning
Den tvåfläckade trollsländan finns i Europa och i västra Asien. I Sverige finns den främst i de sydöstra delarna av landet, men den är ganska sällsynt. Även i resten Europa är den en mindre vanlig art, fast den förekommer över ett ganska stort område, från norra Frankrike och i nordöstlig riktning till Baltikum, Finland och Ryssland. 

## Levnadssätt
Den tvåfläckade trollsländans habitat är sjöar, gärna med riklig vegetation och ett öppet landskap runt omkring. Ett kännetecken för arten är att honan efter parningen lägger äggen i en sträng, omgiven av ett skyddande geléartat hölje. Denna äggsträng kan innehålla upp till 2 000 ägg. Hos de flesta andra arter i samma familj läggs äggen fritt i vattnet. Utvecklingstiden från ägg till imago är två till tre år och flygtiden juni till juli.